# Hattie Caraway

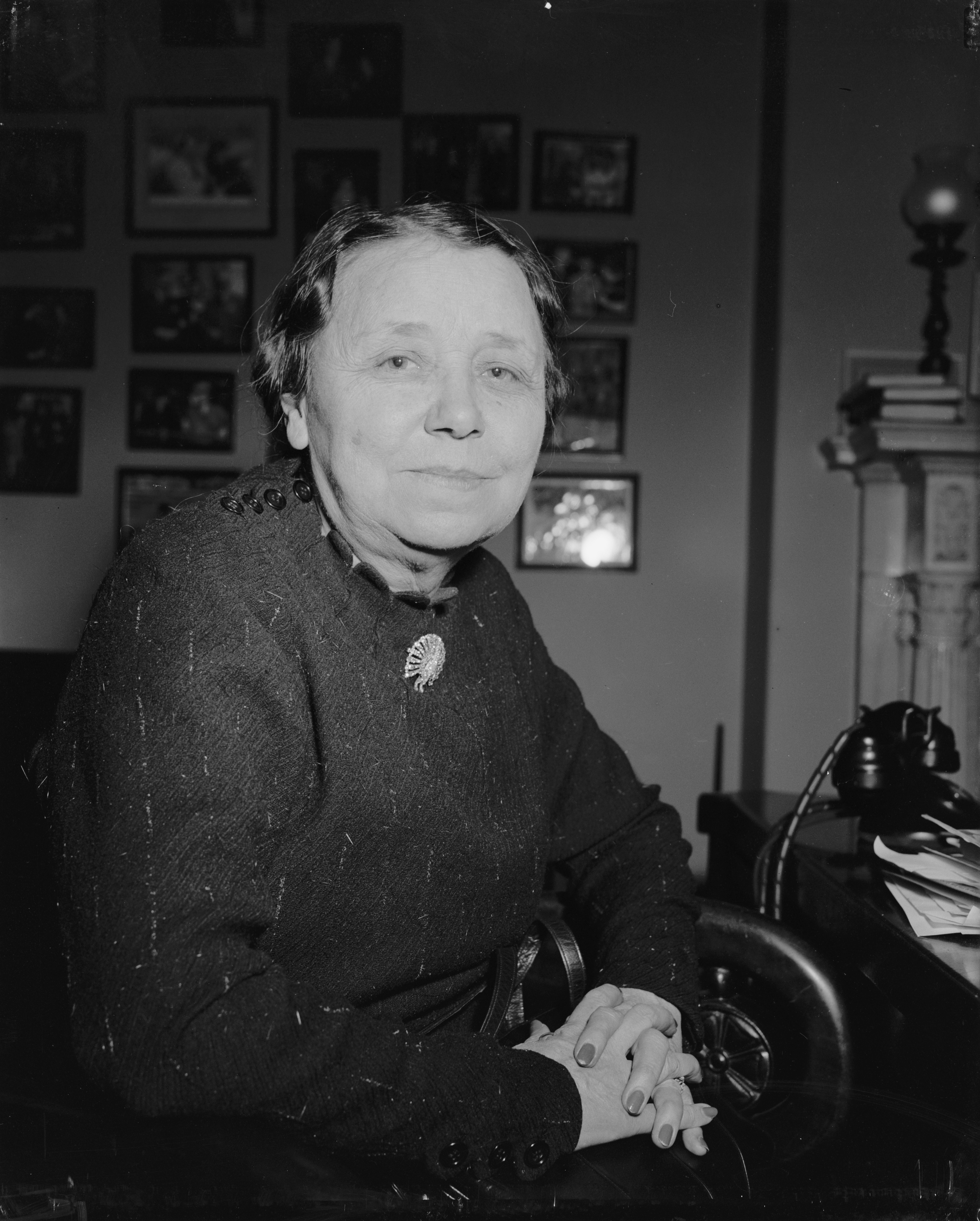
Hattie Caraway 1940

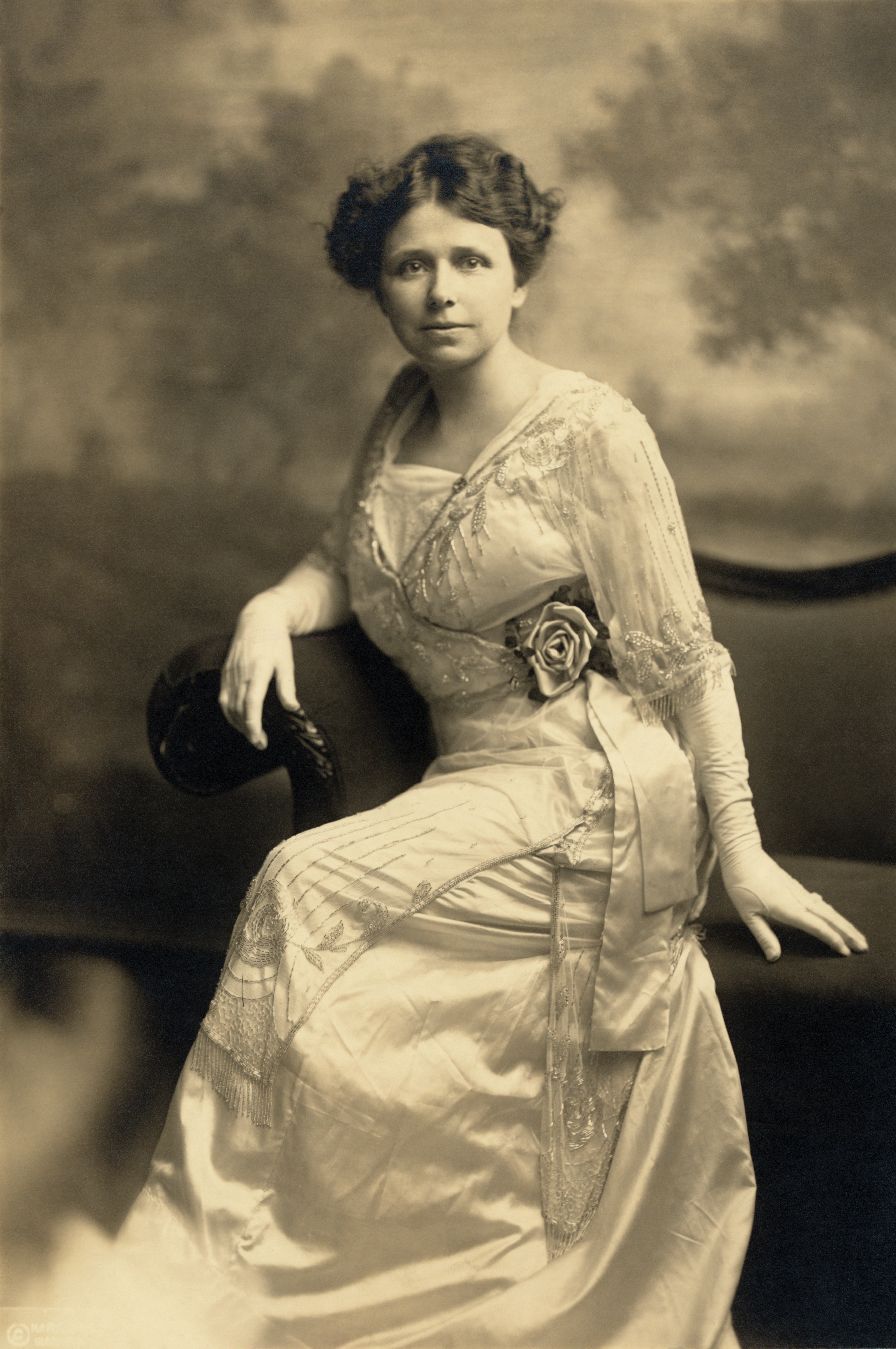
Hattie Caraway 1914

Hattie Ophelia Wyatt Caraway (* 1. Februar 1878 in Bakerville, Humphreys County, Tennessee; † 21. Dezember 1950 in Falls Church, Virginia) war eine US-amerikanische Politikerin der Demokratischen Partei. Von 1931 bis 1945 saß sie für den US-Bundesstaat Arkansas im US-Senat. Sie war die erste Frau im Senat, die eine volle Amtszeit absolvierte.

## Biographie
Hattie Wyatt wurde als Tochter von William Carroll Wyatt, einem Farmbesitzer, und Lucy Mildred Burch geboren. Im Alter von vier Jahren zog sie mit Eltern nach Hustburg in Tennessee um. Dort besuchte sie das Ebenizer College. Am Dickson Normale College erhielt sie 1896 dann ihren Bachelor of Arts. Bis zu ihrer Heirat 1902 mit Thaddeus H. Caraway unterrichtete sie als Lehrerin. Nach der Hochzeit zogen die Caraways nach Jonesboro in Arkansas. Hattie kümmerte sich um die drei Kinder des Paares, ihr Mann arbeitete in der Zwischenzeit als Rechtsanwalt und startete eine politische Karriere. 1912 wurde ihr Mann erstmals ins US-Repräsentantenhaus gewählt. Dort saß er bis 1921, als er die Senatswahl gewann. Nach seinem Tod im November 1931 ernannte Gouverneur Harvey Parnell Hattie zum Nachfolger. Am 9. Dezember 1931 wurde sie in ihr Amt eingeführt. Am 12. Januar 1932 gewann sie dann auch die angesetzte Nachwahl.

## Senatorin
Im Mai 1932 überraschte sie die Politiker in Arkansas, als sie ankündigte, für eine volle Amtszeit bei den regulären Senatswahlen im November 1932 zu kandidieren. Im Wahlkampf fand sie Unterstützung von prominenten Politikern, unter anderem Vizepräsident Charles Curtis und Huey Pierce Long. Sie wurde im November 1932 mit einer überwältigenden Mehrheit im Amt bestätigt.
In ihrer Amtszeit saß sie in den folgenden Committees: Agriculture and Forestry, Commerce und Enrolled Bills and Library. Dem letzteren saß sie als Vorsitzende vor. Sie vertrat im Senat die Interessen von Farmern, setzte sich für Flutkontrolle und Veteranenangelegenheiten ein. Sie galt gegenüber Präsident Franklin D. Roosevelt als loyal, obwohl sie auch klare Südstaatenpositionen vertrat, die nicht auf der Linie Roosevelts lagen. 
Im Jahr 1938 stellte sie sich dann der Wiederwahl, welche sie mit einer überwältigenden Mehrheit für sich entscheiden konnte. In ihrer zweiten Amtszeit unterstützte sie das Leih- und Pachtgesetz. In den Vorwahlen für die Senatswahl 1944 wurde sie von J. William Fulbright besiegt, der den Sitz für die Demokraten halten konnte.

## Letzte Jahre
Nach ihrem Ausscheiden aus dem Senat wurde sie von Roosevelt und seinem Nachfolger Harry S. Truman in mehrere Kommissionen berufen. Im Januar 1950 erlitt sie dann einen Schlaganfall. Daraufhin zog sie sich komplett aus der Öffentlichkeit zurück. Am 21. Dezember 1950 verstarb Caraway in Falls Church, Virginia, an den Folgen des Schlaganfalls. Sie wurde auf dem Oaklawn Cemetery in Jonesboro beigesetzt.